# Ансан из Сиены

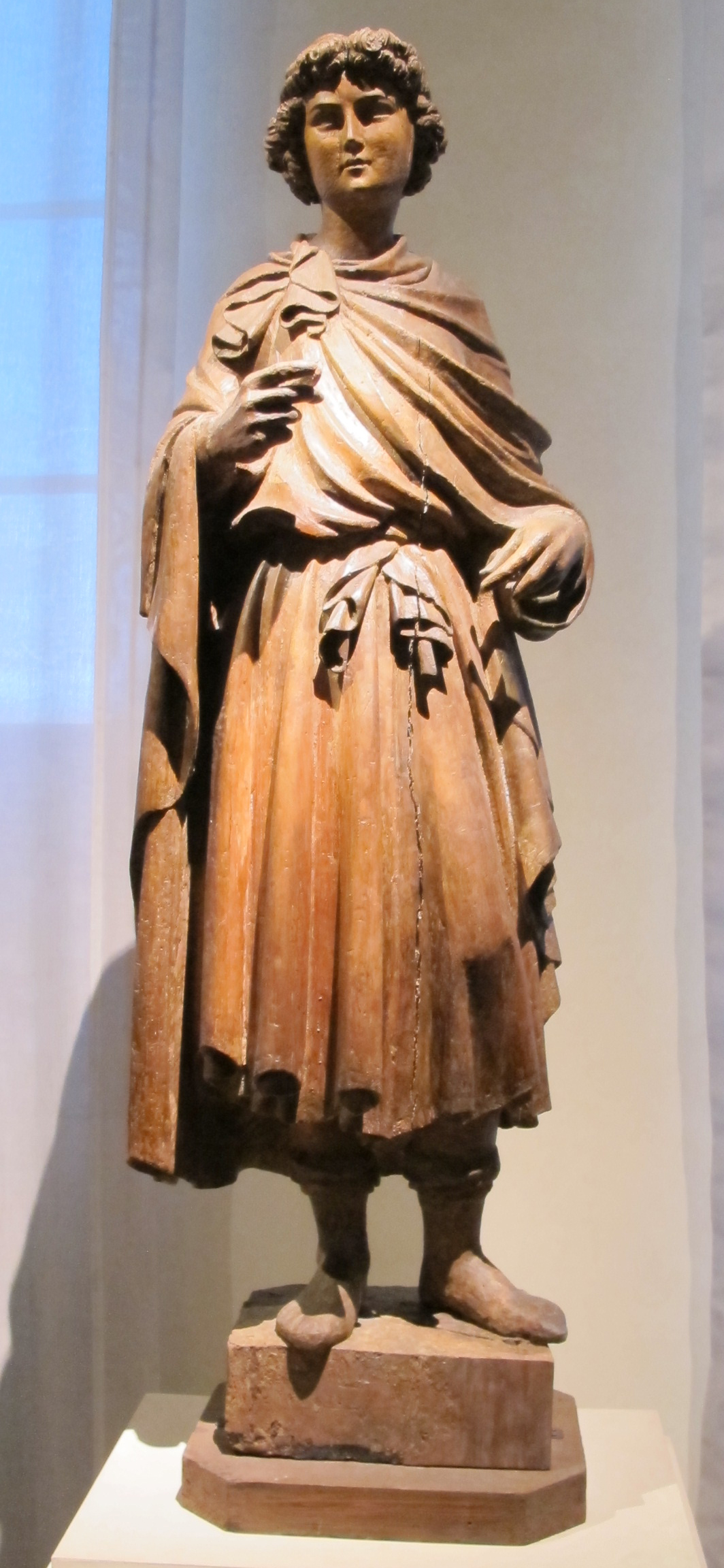
Якопо делла Кверча, Святой Ансан

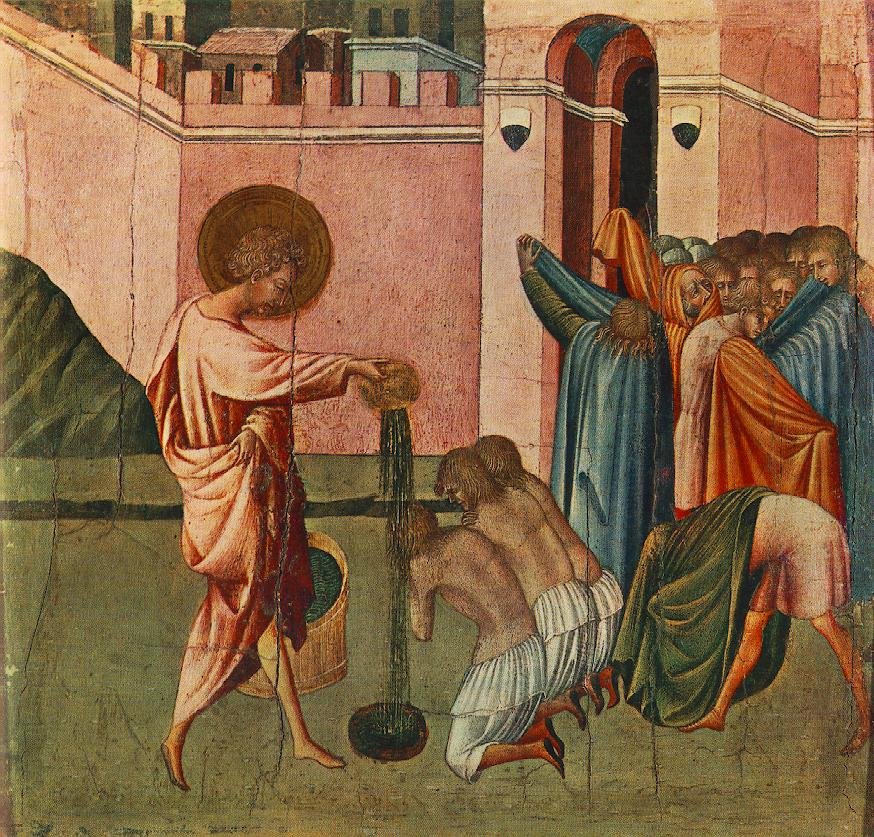
Джованни ди Паоло, Святой Ансан крестит Сенезиев

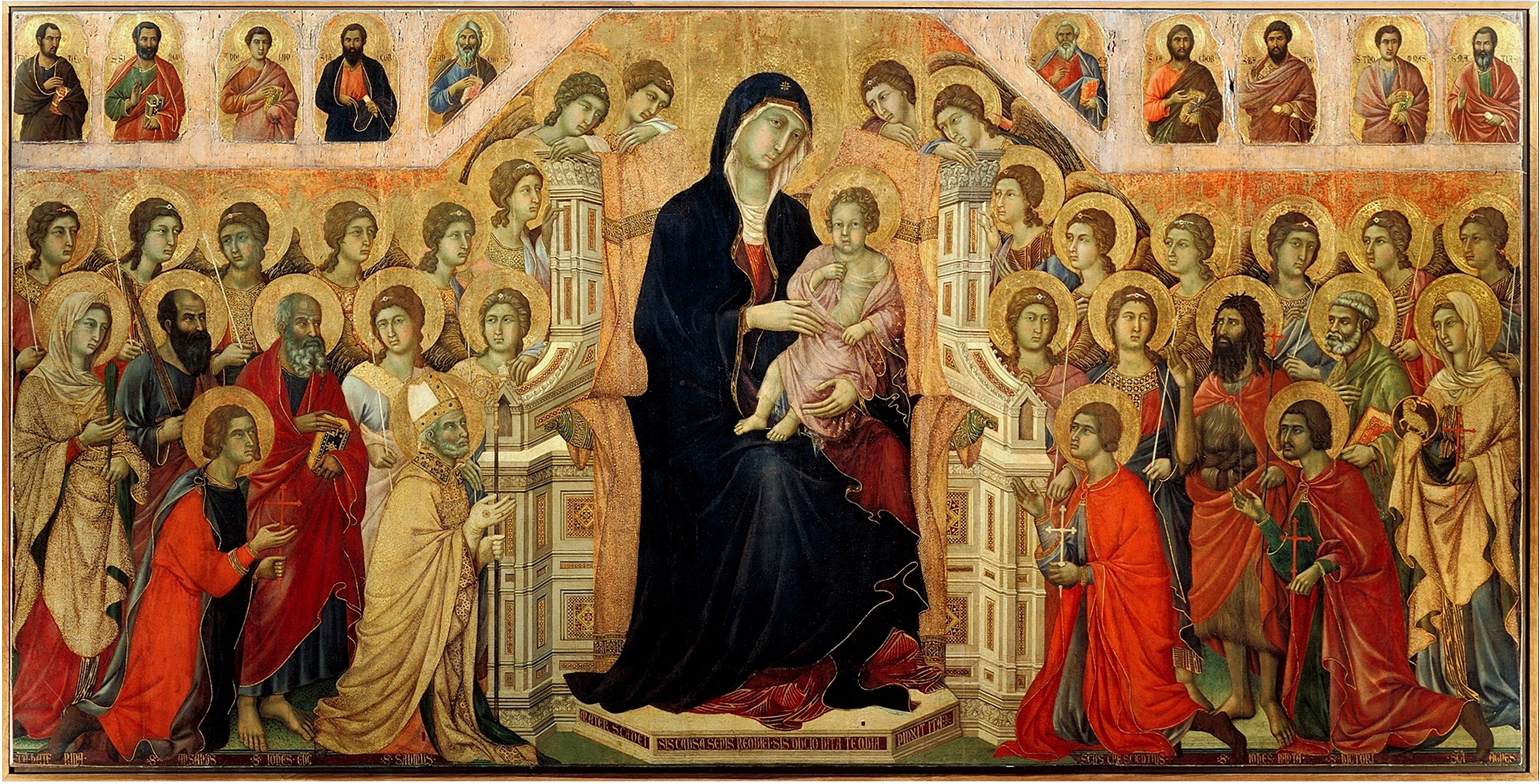
Дуччо ди Буонинсенья, Маэста, Сиена, Кафедральный собор, святой Ансан — первый слева

Ансан (284 год, Рим — 1 декабря 304 года, Монтаперти) — святой мученик, покровитель Сиены. День памяти — 1 декабря.
Согласно преданию, святой Ансан (Ansano) принёс христианство в Сиену, в ту пору бывшую римской колонией, именовавшейся Saena Julia.
Точная информации о св. Ансане отсутствует, за исключением того, что он был римлянином и происходил из богатой семьи Анисиа (Anicia). Остальные сведения из устного предания не подтверждены письменными источниками.
Согласно такому преданию, святой Ансан был крещён в детстве своей няней, святой Максимой, и воспитывался в Христовой вере. Он объявил себя христианином в девятнадцать лет, во время гонений при императоре Диоклетиане. Он проповедовал Евангелие в Баньореджо. Впоследствии храм Santa Maria delle Carceri, что за Альбанскими вратами (Alban Gate), был воздвигнут поверх темницы, где он был заключён.
Святые Ансан и Максима были подвергнуты бичеванию, после чего св. Максима скончалась. Св. Ансана также варили в котле с кипящим маслом, но он перенёс и эту пытку. Затем его бросили в темницу в Сиене, где он продолжал свою проповедь, обратив многих ко Господу. Согласно преданию, по приказу императора Диоклетиана он был обезглавлен.